# Seponfloden

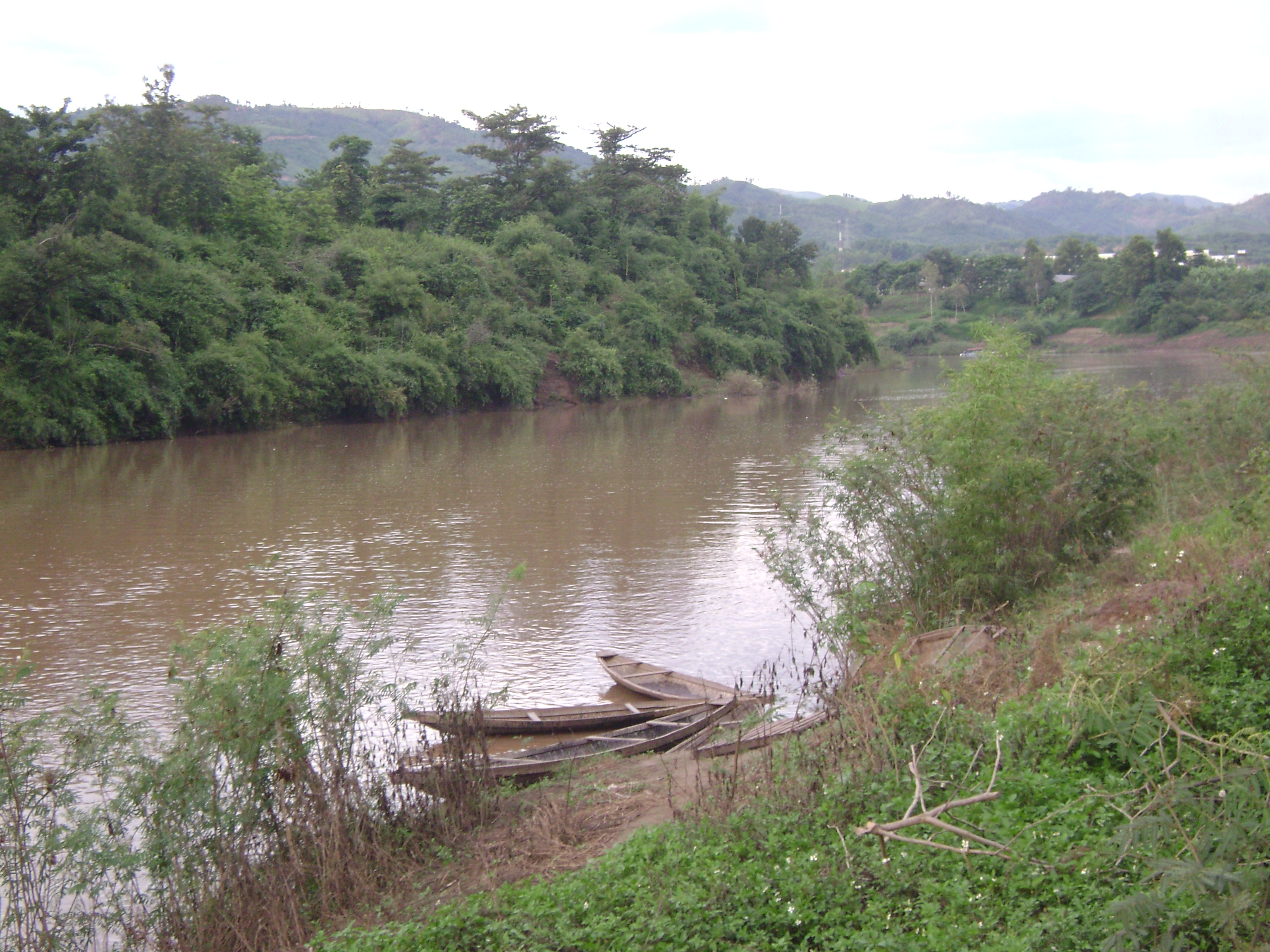
Seponfloden vid Lao Bao, Vietnam

Seponfloden (Vietnamesiska: Sông Sepon, Lao: Se Pon) är en liten flod i Quang Tri provinsen i Vietnam, på gränsen mot Laos. Den bildar gräns mellan Vietnam och Laos, på den laoitiska sidan ligger Savannakhet. Floden är en meter djup och ungefär 100 meter bred. Vattnet är rent på grund av avsaknad av industrier, istället präglas omgivningen av djungel. Mycket handel sker via floden mellan Vietnam och Laos, och även mycket varor som transporteras vidare till Thailand.